# Sunday Papers

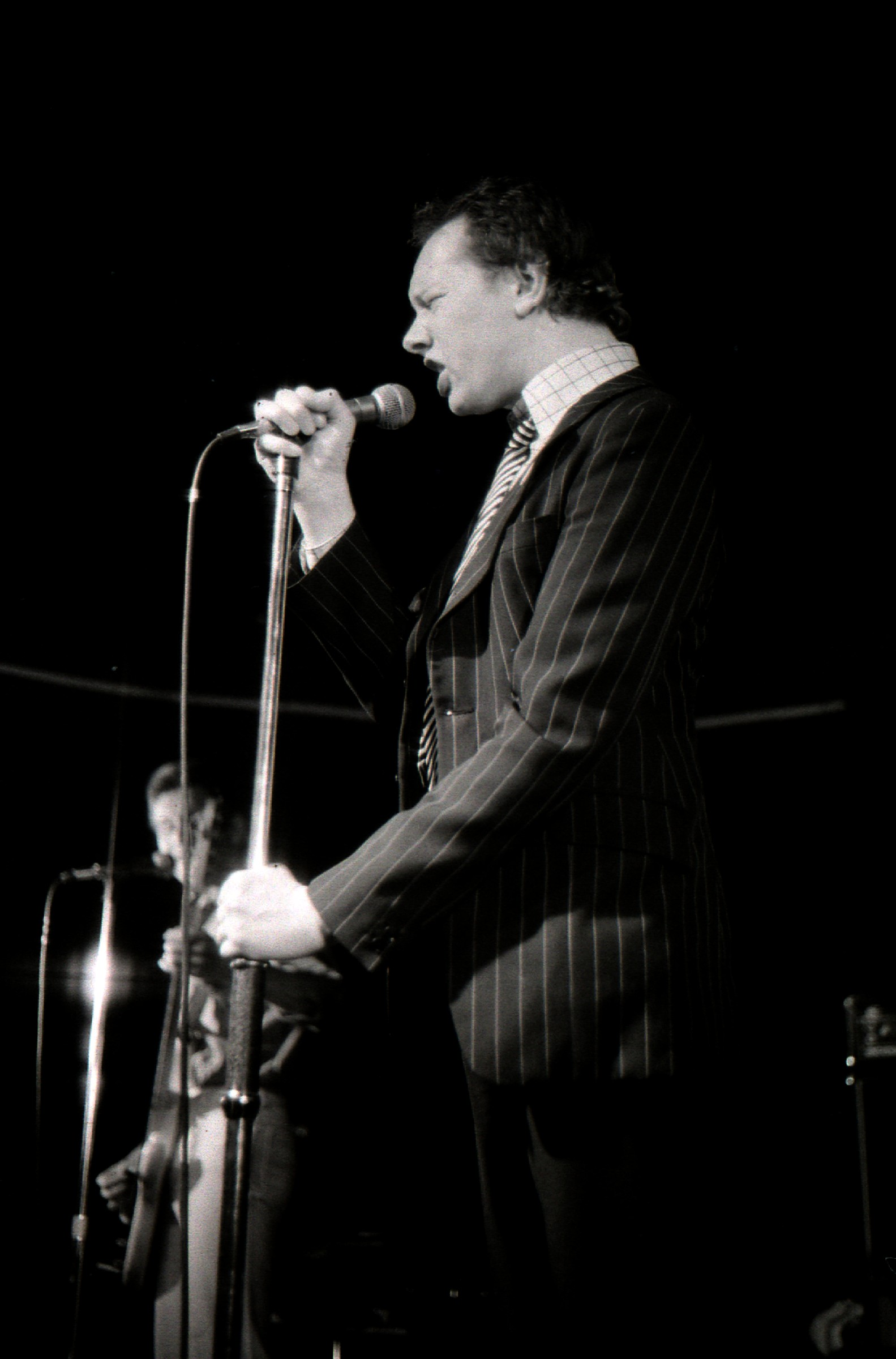
Joe Jackson (1979)

Sunday Papers ist ein Lied des britischen Musikers Joe Jackson. Es wurde 1979 auf seinem Debütalbum Look Sharp! veröffentlicht. Der Song verspottet die britische Boulevardpresse. Das Lied verwendet Reggae-Elemente.
Sunday Papers wurde als Single im Vereinigten Königreich als Nachfolger von Is She Really Going Out with Him? veröffentlicht, erreichte aber keine Chartplatzierung.

## Hintergrund
Sunday Papers wurde die britischen Boulevardpresse und ihre schlecht recherchierten Geschichten kritisierst.
Jackson: „Ein Bild, das mir in den Sinn kam, war, dass jemand, der mehr oder weniger nur diese Zeitungen liest, sich in einen kompletten Idioten verwandeln könnte.“
Auf der Bühne las Jackson oft ein paar Schlagzeilen einer solchen Zeitung vor; als er dann den Song sang, riss er eine Zeitung nach und nach in Stücke.

## Veröffentlichung
Musikalisch entstand Sunday Papers, als Jackson ein Rhythm-and-Blues-Riff nahm und es mit Reggae-Synkopen spielte.
„Sunday Papers“ hat Einflüsse von Reggae und Ska. 

## Rezeption
Tom Magginnis von AllMusic schrieb in einer Rezension des Songs: „Rhythmisch weicht der Track vom meist geradlinigen Rock des Albums ab und spielt mit Reggae-ähnlichen Gegenakzenten innerhalb eines New-Wave-Kontextes, etwas, das vor allem mit dem Erfolg von Police in Mode gekommen war, was dem langsamen Tempo des Tracks effektiv ein funky Rock-Gefühl verleiht.“ Er ergänzte, dass „Jacksons Texte einnehmend sind, die Musik sich weigert, übersehen zu werden, da die Rhythmusgruppe von Graham Maby (Bass) und Dave Houghton (Schlagzeug) mit einem präzisen Swing groovt.“
Der Musikkritiker Robert Christgau meinte, der Song wecke „schöne Erinnerungen an Pleasant Valley Sunday“ von The Monkees.